# Kotwica

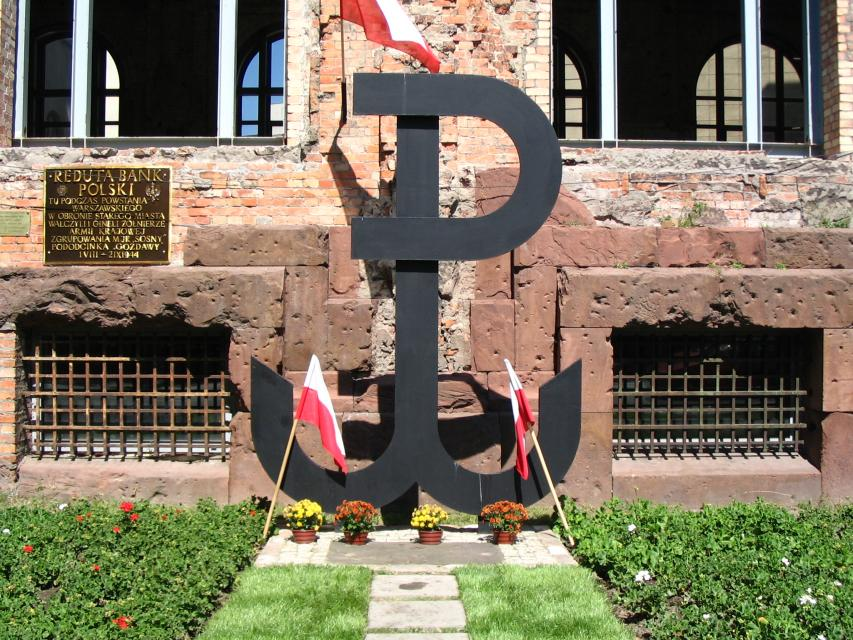
Kotwica pe un monument al eroilor Revoltei din Varşovia

Kotwica

Kotwica, care în limba poloneză înseamnă ancoră era emblema Statului Secret Polonez și a Armatei de rezistență Armia Krajowa împotriva ocupanților naziști. 
Simbolul a fost creat în 1942 de către membrii Wawer "Sabotaje mici" a unității Armia Krajowa, ca o emblemă ușor de utilizat ca simbol al luptei polonezilor de recâștigare a independenței. Semnificația inițială din inițialele "PW" a fost "Pomścimy Wawer" ("Vom răzbuna Wawer"). Masacrul Wawer a fost considerată a fi una dintre primele masacrele la scară largă al civililor polonezi de către Germania nazistă în Polonia ocupată. La început, cercetașii polonezi din grupurile de sabotaj au pictat toată fraza pe pereți. Cu toate acestea, acest lucru a fost curând scurtat la două litere, P și W, datorită constrângerilor de timp în timpul sabotajelor.
Inițialele P și W evoluat în Kotwica (Anchor) - o combinație de litere care a fost potrivit pentru a fi pictat ușor și rapid. Kotwica a început să semnifice mai mult decât abrevierea preconizată, având   mai multe sensuri, cum ar fi Polska Walcząca ("Polonia Luptătoare"), Wojsko Polskie ("Armata poloneză") și Powstanie Warszawskie ("Revolta din Varșovia"). În cele din urmă, Kotwica a devenit un simbol patriotic de sfidare față de cotropitori și a fost pictată în stil graffiti pe pereții clădirilor.
Kotwica a fost prima dată pictată pe pereții din Varșovia, ca o tactică psihologică de război împotriva germanilor ocupanți, de cercetași polonezi la 20 martie 1942. La 27 iunie 1942, o nouă tradiție s-a născut: pentru a comemora ziua sfântului patron al președintelui polonez Władysław Raczkiewicz și comandantul-șef Władysław Sikorski, membri ai Armia Krajowa. Au fost ștampilate cu acest simbol câteva sute de exemplare ale ziarului de propagandă pro-nazistă, sprijinită de Germania, Nowy Kurier Warszawski (Courierul Noua Varșovia), cu Kotwica. În primul său an doar 500 de exemplare au fost ștampilate cu emblemă, dar acest număr a crescut la 7.000 în anul următor.
La 18 februarie 1943, comandantul Armia Krajowa, generalul Ștefan Rowecki, a emis un ordin care precizează că toate acțiunile de sabotaj, partizane și de terorism să fie semnat cu Kotwica. La 25 februarie, organul oficial al Armia Krajowa, Biuletyn Informacyjny, a numit Kotwica "semnul armatei poloneze subterane". Curând simbolul a câștigat popularitate enormă și a devenit recunoscut de majoritatea polonezilor. În etapele ulterioare ale războiului, cele mai multe dintre organizațiile politice și militare în Polonia (chiar nu cele legate de Armia Krajowa), au adoptat Kotwica ca simbol al lor. Acesta a fost pictat pe pereții orașelor poloneze, ștampilate pe bancnotele germane și timbre poștale, imprimate în antetul ziarelor și cărților samizdat, și a devenit unul dintre simbolurile revoltei din Varșovia.
După cel de-al Doilea Război Mondial, autoritățile comuniste din Polonia au interzis Kotwica. Folosite de majoritatea asociațiilor de foști membri ai Armia Krajowa în exil, a fost strict interzisă în Polonia. Cu slăbirea puterii comuniste simbolul nu mai era cenzurat, iar în 1976 a devenit unul dintre simbolurile Ruch Obrony Praw Człowieka i Obywatela (ROPCiO), o organizație anti-comunist] de apărare a drepturilor omului în Polonia. Mai târziu, ea a fost, de asemenea, adoptat de diferite alte organizații politice anti-comuniste, de la Confederația Polonia Independentă  (KPN) din Leszek Moczulski la Solidarność Walcząca (Solidaritatea Luptătoare).

## Galerie

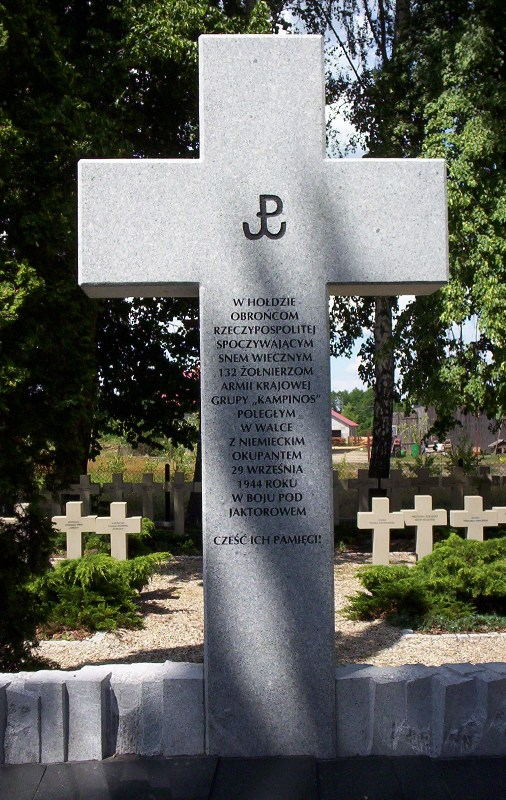
Cruce şi Kotwica pe monumentul Armia Krajowa, cimitirul din Budy Zosiny.
Steag neoficial al Armia Krajowa şi Statului Polonez Clandestin:  steagiul polonez cu Kotwica.
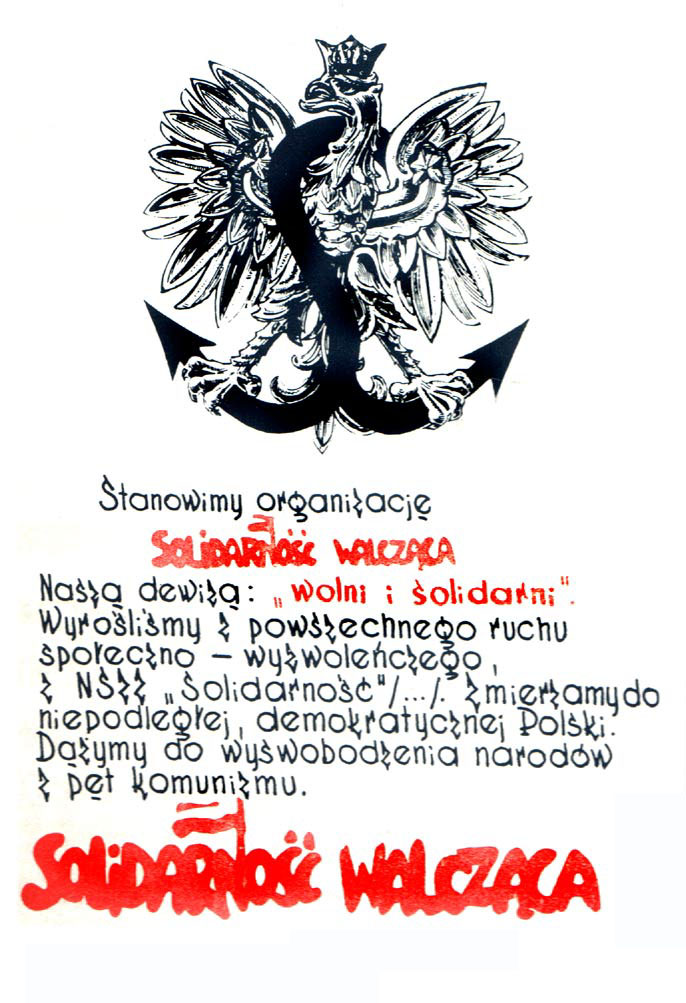
Kotwica încorporat în logoul Solidarităţii Luptătoare.
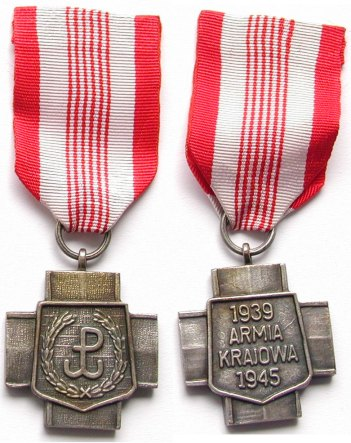
Kotwica pe crucea Armia Krajowa.
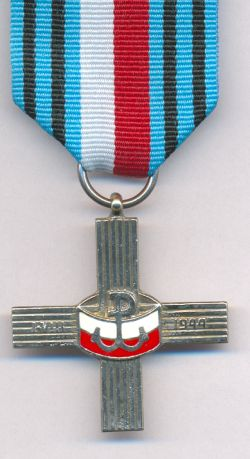
Kotwica pe Crucea Revoltei din Varşovia.